# Octoglena sierra
Octoglena sierra är en mångfotingart som beskrevs av Shelley 1996. Octoglena sierra ingår i släktet Octoglena och familjen Hirudisomatidae. Inga underarter finns listade i Catalogue of Life.